# Демидовка (Решетиловский район)
Демидовка (укр. Демидівка) — село в Демидовском сельском совете, Решетиловский район, Полтавская область, Украина.
Код КОАТУУ — 5324280501. Население по переписи 2001 года составляло 626 человек.
Является административным центром Демидовского сельского совета, в который, кроме того, входят сёла Андреевка, Литвиновка, Новая Диканька и Пустовары.

## Географическое положение
Село Демидовка находится на берегу реки Ольховатая Говтва, выше по течению на расстоянии в 2,5 км расположено село Новая Диканька, ниже по течению примыкает село Литвиновка. Река в этом месте извилистая, образует лиманы, старицы и заболоченные озёра.

## История
Село на купленных грунтах в 1691 году основал полтавский полковник Павел Семёнович Герцик.

## Экономика
- Молочно-товарная и свинотоварная фермы.
- «Свиточ», сельскохозяйственное ООО.
- «Демидовское», сельхозпредприятие.

## Объекты социальной сферы
- Школа.